# Goryń (województwo warmińsko-mazurskie)
Goryń (niem. Guhringen) – wieś w Polsce położona w województwie warmińsko-mazurskim, w powiecie iławskim, w gminie Kisielice.
W latach 1954–1959 wieś należała i była siedzibą władz gromady Goryń, po jej zniesieniu w gromadzie Kisielice. W latach 1975–1998 miejscowość administracyjnie należała do województwa elbląskiego.
Przez miejscowość Goryń przebiega trasa rowerowa (szlak niebieski o łącznej długości 26,1 km, biegnący również przez miejscowości Kisielice – Krzywka – Wałdowo – Trupel).

## Zobacz też

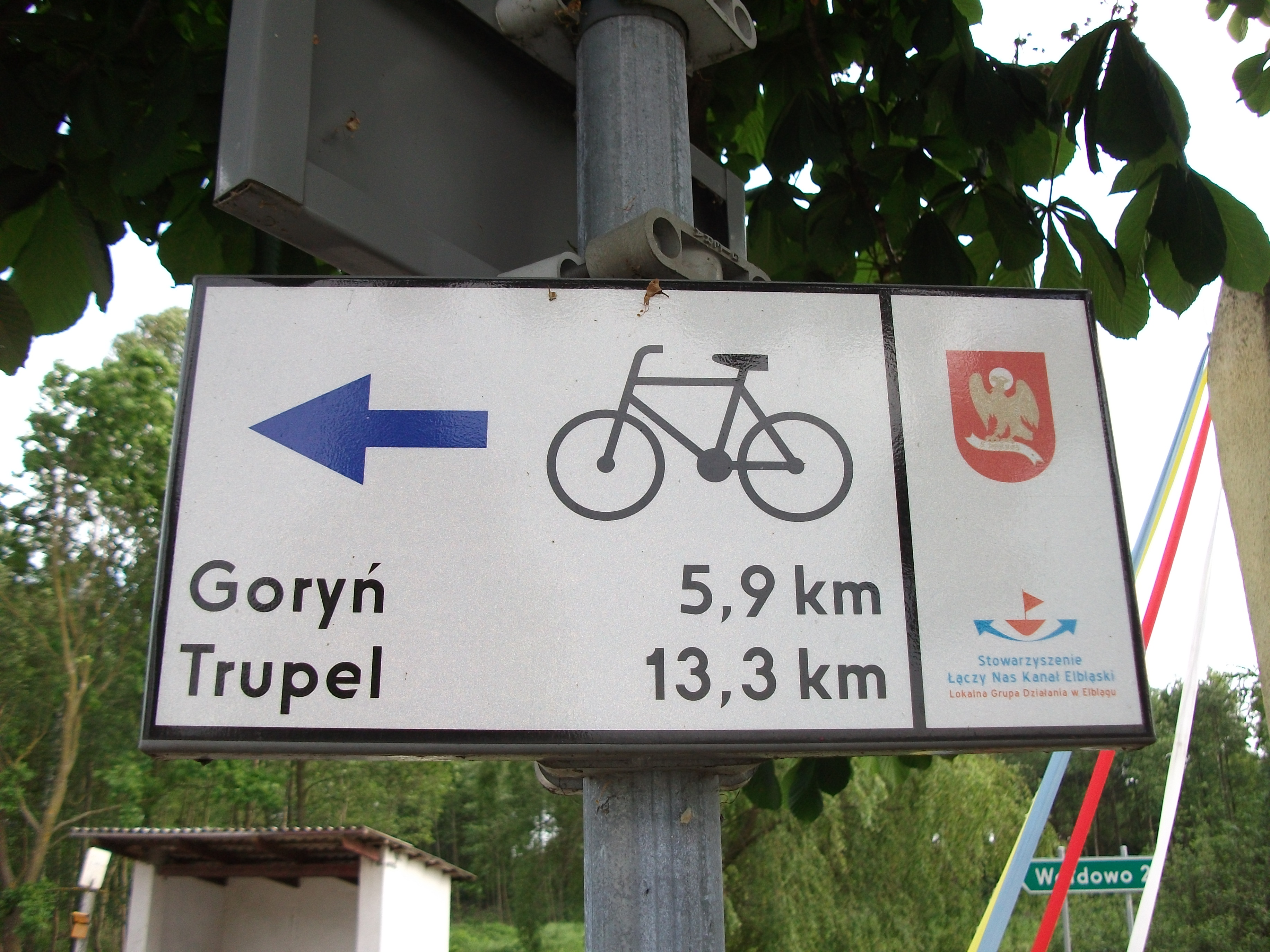
Niebieski szlak rowerowy z Kisielic